# Digital Audio Access Protocol
Digital Audio Access Protocol (DAAP), protocole d'accès à l'audio numérique, est un protocole réseau informatique propriétaire pour partager de la musique ou des vidéos sur un réseau local. La société Apple l'a développé pour son logiciel iTunes. Il a depuis été implémenté dans d'autres logiciels.

## Description
Un serveur DAAP est un serveur HTTP spécialisé (port TCP 3689) qui envoie la liste des chansons et le flux demandé par le client.

## Implémentations
Le client DAAP est implémenté notamment dans les logiciels suivants :
- Amarok
- Banshee
- Exaile
- iTunes
- Rhythmbox
- Songbird (via un plugin)

Le serveur DAAP (non iTunes) est implémenté notamment dans les logiciels suivants :
- Firefly DAAP Media Server, pour Windows, Linux, Mac OS, (projet abandonné)
- Forked DAAP, réécriture à partir du code de Firefly, source git
- Freenas, une solution de serveur NAS pour la maison, fournit le service DAAP (Firefly)
- OpenMediaVault, une autre solution de serveur NAS pour la maison
- Lyn computing, un serveur et une bibliothèque DAAP utilisée dans des projets tels que Rhythmbox
- Ampache